# Bédéadult
 (avril 2010).
Si vous disposez d'ouvrages ou d'articles de référence ou si vous connaissez des sites web de qualité traitant du thème abordé ici, merci de compléter l'article en donnant les références utiles à sa vérifiabilité et en les liant à la section « Notes et références ».
Bédéadult’ ou Bédé Adult’, sous-titré bandes dessinées pour adultes, est un magazine français mensuel de bande dessinée érotique et pornographique créé en 1979 et qui est aujourd’hui disparu.

## Présentation
« J.P. Romain » est le premier rédacteur en chef de ce mensuel édité par « Côte d’Azur Publications », 9 rue Jean Jaurès 06400 Cannes. Le poste de directrice de publication étant assuré par « Claudine Redon ».
Ce magazine initialement en noir et blanc présente moins d’une dizaine d’histoires pour adultes. Ces histoires sont pour la plupart à suivre mais il existe aussi des histoires complètes. Petit à petit, de plus en plus d’histoires seront en couleur.

## Historique
Il est difficile de dater précisément le premier numéro car ce magazine a la particularité de ne faire apparaître aucune date. Cependant, dans l’encyclopédie de la bande dessinée érotique, on peut lire «  En 1979, Jean Carton, jusqu’alors éditeur de romans érotiques, se lance dans la bande dessinée avec le mensuel Bédé Adult’. »
Ce mensuel disparaît en 2005. Un an plus tard, il paraît une nouvelle formule qui n’aura qu’une brève existence.

## Dessinateurs ayant travaillé pour ce magazine
- Alain Bouteville sous le pseudonyme de Jaap de Boer.
- Alain Frétet.
- André Amouriq sous le pseudonyme de Gast.
- Angelo Di Marco sous le pseudonyme de Arcor.
- Bob Leguay.
- Dino Leonetti.
- Erich von Götha.
- Ferocius (pseudonyme).
- Foxer (pseudonyme).
- Frédéric Garcia sous le pseudonyme de Olson.
- Georges Lévis.
- Georges Pichard.
- Giovanni Degli Espositi Venturi.
- Guillaume Berteloot sous le pseudonyme de Hugdebert.
- Jacques Géron sous le pseudonyme de Jack-Henry Hopper.
- Jacques Lemonnier sous le pseudonyme de Jacobsen.
- Jean Pailler sous les pseudonymes de Alan Davis et Jo Cordes.
- Pierre Dupuis.
- Robert Hugues sous les pseudonymes de Trébor, Colber et  Mancini.
- Riverstone (pseudonyme).
- Topaz (pseudonyme).
- Xavier Duvet.
- Xavier Musquera sous le pseudonyme de Chris.
- Malik sous le pseudonyme de Phénix.
- Yves Groux.